# Incidente ferroviario di Calino
L'incidente ferroviario di Calino fu un incidente ferroviario avvenuto il 30 dicembre 1996 lungo la Brescia-Iseo-Edolo nei pressi del passaggio a livello di via Torre a Calino, frazione di Cazzago San Martino.

## Dinamica
Attorno alle 11:35 del 30 dicembre 1996, il treno regionale 4 Brescia-Marone, composto dalla sola automotrice ALn 668-147, si scontrò con il treno diretto 255 Breno-Brescia, avente in testa l'automotrice ALn 668-123, nei pressi di una curva sul tracciato a binario semplice tra le stazioni di Borgonato-Adro e di Bornato-Calino.
Secondo l'orario feriale, in vigore dal 29 settembre 1996, entrambi i treni si sarebbero dovuti incrociare presso la stazione di Bornato-Calino. Il Regionale 4 arrivò con forte anticipo e avrebbe dovuto attendere l'arrivo del Diretto 255 prima di poter immettersi sulla linea in direzione della stazione successiva di Borgonato-Adro.
In assenza di un sistema di blocco automatico, era responsabilità del capotreno del Regionale 4 attuare le procedure per agevolare l'ingresso del Diretto presso il piazzale binari della stazione di Bornato-Calino, tuttavia il personale viaggiante seguì le procedure previste per le fermate senza incroci e il treno ripartì, provocando l'incidente.
A causa della velocità dell'unica automotrice di cui era composto il Regionale 4, i maggiori danni furono subiti dal Diretto 255. Le prime vittime si trovarono in quest'ultimo convoglio: il macchinista, Roberto Romele, il capotreno, Giuseppe Alberti, e un passeggero, Omar Maffeis. Inizialmente, i feriti furono quarantacinque. A gennaio, a seguito delle ferite riportate, venne a mancare anche Maria Lorenzano, un'altra passeggera del Diretto 255. Il 6 febbraio venne a mancare anche Antonio Voltolini, anch'esso presente sul Diretto 255, che nelle prime ore dell'incidente aveva soccorso altri feriti.

## Processo
A seguito del processo, Lorenzo Barucchelli, capotreno del Regionale 4, patteggiò la condanna di un anno e dieci mesi di reclusione, mentre Ermanno Scaramuzza, addetto alla stazione di Bornato-Calino, fu condannato in primo grado a due anni di carcere. Furono assolti Fausto Cominelli, Dirigente Unico sulla linea all'epoca del fatto, e Angelo Bino, addetto presso la stazione di Passirano.

## Conseguenze
Le due automotrici coinvolte dall'incidente, la 123 e la 147, furono ricoverate nella stazione di Bornato-Calino a disposizione degli inquirenti. In seguito, la Ferrovie Nord Milano Esercizio (FNME), che gestiva la ferrovia e il materiale rotabile, decise di demolirle.
Da tempo si erano stanziati nuovi finanziamenti per ammodernare gli apparati di sicurezza della ferrovia ed eliminare i passaggi a livello privi di barriere. L'incidente accelerò le procedure per completare i lavori nel giro di pochi anni: si posarono i nuovi impianti di  segnalamento luminoso, mentre le stazioni furono dotate di banco ACEI.

## Vittime
- Giuseppe Alberti, 46 anni, di Iseo, capotreno del Diretto 255;
- Roberto Romele, 30 anni, di Pisogne, macchinista del Diretto 255;
- Maria Lorenzato, 66 anni, del Villaggio Sereno di Brescia, passeggera del Diretto 255;
- Omar Maffeis, 18 anni, di Cedegolo, passeggero del Diretto 255;
- Antonio Voltolini, 73 anni, di Borgosatollo[14].